# 베네라 계획

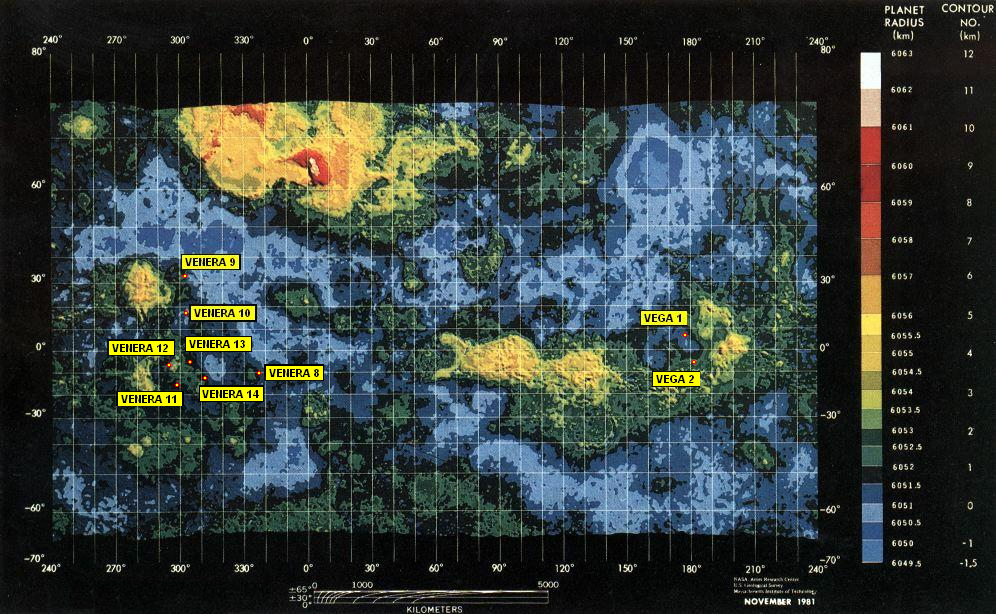
베네라 착륙선들의 위치.

베네라(러시아어: Венера) 계획은 소비에트 연방이 1961년부터 1984년까지 금성에서 자료를 얻고자 보낸 탐사선으로, 베네라라는 이름은 금성(비너스)의 러시아어 이름에서 나왔다. 소련의 다른 행성 탐사선처럼, 이후의 탐사선들은 '쌍'으로 보내졌는데, 첫 번째 탐사선이 발사되면 바로 두 번째 탐사선이 발사되는 방식이다.
베네라 계획의 열 개의 탐사선이 표면 자료를 보내 왔고, 두 개의 베가 탐사선과 베가-핼리 탐사선도 금성에 대한 정보를 보내 왔다. 또한 13개의 성공한 베네라 탐사선들은 금성의 대기에 대한 정보를 보내 왔다.
다른 결과로 보자면, 베네라 탐사선은 처음으로 사람이 만든 물건 중에 외계 행성의 대기권에 진입했고(베네라 4호가 1967년 10월 18일에 달성), 처음으로 사람이 만든 물건 중에 외계 행성에 '사뿐히'착륙했으며(베네라 7호가 1970년 12월 15일에 달성), 처음으로 행성의 표면 사진을 지구로 전송하고(베네라 9호가 1975년 6월 8일에 달성), 금성의 고해상도 레이다 지도를 만들었다(베네라 15호가 1983년 6월 2일에 수행). 이 계획은 전체적으로 성공했다고 생각된다. 불행히도 금성의 표면 상태는 극단적이기 때문에, 착륙선은 23분(초기 착륙선)에서 약 2시간 정도(마지막 착륙선)정도만 '생존'할 수 있었다.

## 베네라 탐사선
금성을 향한 소련의 탐사는 1961년 2월 4일에 시작되었지만, 지구 궤도를 벗어나는 데 실패하였다. 실패한 계획의 세부 사항을 발표하지 않는 소련의 정책을 바탕으로, 발사는 타젤리 스푸트니크 (무거운 위성)가 발사되었다는 것이 발표되었다. 또한 베네라 1VA로 알려져 있다.
궤도에 진입하지 않고 그냥 지나치도록 베네라 1호와 베네라 2호가 예정되 있었다. 베네라 1호는 1961년 2월 12일에 발사되었다. 탐사선의 통신 장비가 발사 7일 후 작동하지 않았다. 금성에서 10만 km 떨어진 곳을 지나가고 태양 궤도에 들어갔다고 생각된다. 베네라 2호는 1965년 11월 12일에 발사되었다. 하지만 지구 궤도를 떠난 후 통신 장비가 작동하지 않았다.
금성을 근접비행하는 탐사선 중 다른 여러 실패한 시도들은 1960년대 소련에 의해 발사된 것이다. 하지만 행성 탐사라고 발표되지 않았기 때문에, '베네라'라는 이름을 받지 못했다.

### 베네라 3~6호
베네라 3호~6호까지는 설계가 비슷하였다. 약 1톤 정도의 무게가 나가고, 몰니야형 추진제 로켓에 의해 발사되고, 탐사선들은 '버스'와 대기권 진입용인 구형 탐사정이 있었다. 탐사정은 대기 측정에 최적화되어 있었기 때문에, 특별한 착륙 장치를 갖추고 있지 않았다. 표면에 닿아서 정보를 보내주기를 기대하였지만, 첫 번째 탐사정은 거의 바로 실패하였다. 지구로 정보를 전송하지 못했다.
베네라 3호는 1966년 3월 1일 다른 행성의 표면에 인간이 만든 물체 중 최초로 착륙(충돌)한 물체가 되었다. 하지만, 우주선이 대기의 정보를 수집하는 데 실패하고, 금성 내에서 우주선의 신호는 없었다.
1967년 10월 18일 베네라 4호는 다른 행성의 대기를 최초로 측정한 우주선이 되었다. 소련은 이 탐사선이 다른 행성에 최초로 도달했다고 주장했지만, 미국의 매리너 5호가 엄폐 현상에서 측정한 금성의 기압이 지구의 75~100배였던 반면, 베네라 4호의 선체가 견딜 수 있는 압력은 25배였다. 그 후 주장은 점점 후퇴하였다.
탐사선이 표면에 닿기 전에 파괴되었던 탐사선은, 소련이 발사했던 베네라 5호와 베네라 6호였다. 행성에 가까워졌을 때 대기 탐사정을 투입하도록 설계되어 있고, 배터리 오류로 멈추기 전 각각 53분과 51분 동안 자료를 보내 왔다.

### 베네라 7호
베네라 7호는 최초로 표면에서 생존하여 정보를 보내기 위해 '부드러운 착륙'을 계획한 탐사선이다. 생존을 보장하기 위해서 보드에 몇 가지 과다한 실험을 하였지만, 온도 때문에 보드에 오류가 생겨 과학적 정보가 전송되지 못하였다. 하지만 과학자들은 금성의 대기압(90기압)과 온도(465° C) 자료를 추정하는 데 성공하였고, 이는 첫 번째로 표면에서 직접 측정한 자료이다. 베네라 4호부터 7호까지의 도플러 측정은 금성에서 동서 방향의 빠른 바람(100 m/s 이상)을 발견하였고, 이는 초회전의 첫 번째 증거였다.
베네라 7호의 낙하산은 착륙 직전에 실패하였지만, 다헹히 표면에서 아주 가까울 때 실패하였다. 착륙선은 초속 17미터의 속도로 부딪힌 후 넘어졌지만, 살아남았다. 이로 생긴 안테나의 위치 차이 때문에 신호는 아주 약했지만, 건전지가 다 되기 전 23분 동안 신호가 검출되었다(온도 측정 장비의 신호가). 따라서 1970년 12월 15일에 금성의 표면에서 자료를 전송한 최초의 인공 탐사선이었다.

### 베네라 8호
베네라 8호는 (예를 들자면 감마선 분광기 같은) 표면 분석 장치의 확장판을 금성으로 가지고 갔다. 베네라 7호와 8호의 궤도선은 전의 것과 유사하였고, 존드 3호와 비슷하였다. 착륙선이 하강하는 동안 자료를 전송했고 낮 지역에 착륙하였다. 이 빛의 정도를 측정하고 싶었지만 카메라가 고장나 있었다. 거의 1시간 동안 자료를 계속해서 보내 왔다.

### 베네라 9~12호

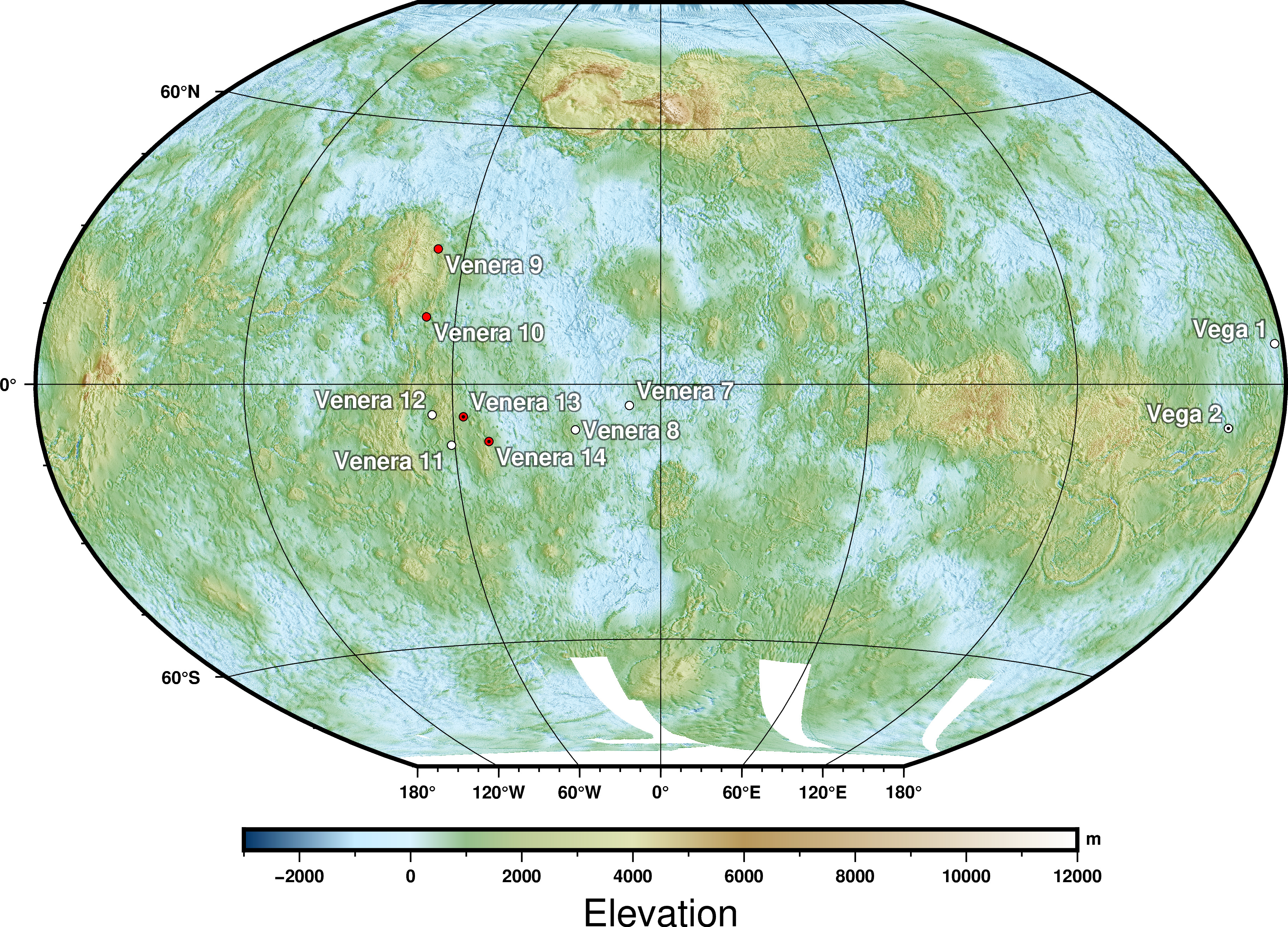
베네라 호가 보낸 착륙 지점의 표면 사진.

베네라 9~12호는 전혀 다른 설계를 가지고 있었다. 각각은 약 5톤의 무게와 프로톤 추진제로 발사되었다. 그들은 금성 궤도에 진입하기 위한 역분사 엔진을 가지고(베네라 9호, 베네라 10호, 베네라 15호, 베네라 16호), 착륙선의 신호를 중계하는 역할을 한다. 착륙선은 궤도선의 상부에 구형 열 차폐막 안에 설치했다. 착륙선은 가능한 한 오랫동안 대기압과 높은 열에서 전자 회로를 보호하기 위해 동그랗게 설계하였고 표면에서의 조작에 최적화하였다. 이 아래에는 착륙 시 발생하는 충격을 흡수하기 위한 "충돌 고리"를 설치했다. 회로 보호용인 구 위에는 넓은 접시 모양인, 대기 감속용 차폐막이 있었다. 안테나와 비슷하였지만 안테나는 아니었다. 착륙선들은 최소 30분간 표면에서 작동되도록 설계되어 있었다. 과학 장치들은 각각 다르지만 카메라와 대기, 토양 분석 장비가 포함되어 있었다. 모든 4개의 일부나 전체 카메라 덮개에 문제가 있었다.
베네라 9호의 착륙선은 53분 동안 작동하며 2개의 카메라 중 하나가 작동하였다;하나의 카메라 덮개가 벗겨지지 않았다.
베네라 10호의 착륙선은 65분 동안 작동하며 2개의 카메라 중 하나가 작동하였다;하나의 카메라 덮개가 벗겨지지 않았다.
베네라 11호의 착륙선은 95분 동안 작동하며 2개의 카메라 덮개가 모두 벗겨지지 않았다.
베네라 12호의 착륙선은 110분 동안 작동하며 2개의 카메라 덮개가 모두 벗겨지지 않았다.

### 베네라 13,14호
하강했던 착륙선은 전자 기기와 안테나를 가지고 있었다. 베네라 9~12호와 설계는 비슷하였다. 착륙선은 대기와 표면의 과학적인 정보 수집을 위한 장치를 가지고 있었다: 카메라, 마이크, 드릴을 이용한 표면 시료 채취 장치, 지진계가 갖추어져 있었다. 또한 대기에서 '전기 방전'(번개)를 기록하는 장치를 가지고 있었다.
이 두 착륙선은 약 950km 정도를 하강하였고, 포에베 지역의 동쪽에 착륙하였다. 베네라 13호는 127분 생존하였고, 베네라 14호는 57분 동안 생존하였다. 계획된 수명이 32분이었던 것에 비해 굉장히 오래 살아남은 것이다. 베네라 14호는 방출된 카메라 덮개가 표면 시료 채취 장치가 목표로 하는 곳에 정확히 떨어진 '불행'이 있었고, 카메라 덮개의 구성 정보가 전송되었다. 궤도선은 착륙선의 정보를 받아 지구로 중계를 해주었다.

### 베네라 15,16호

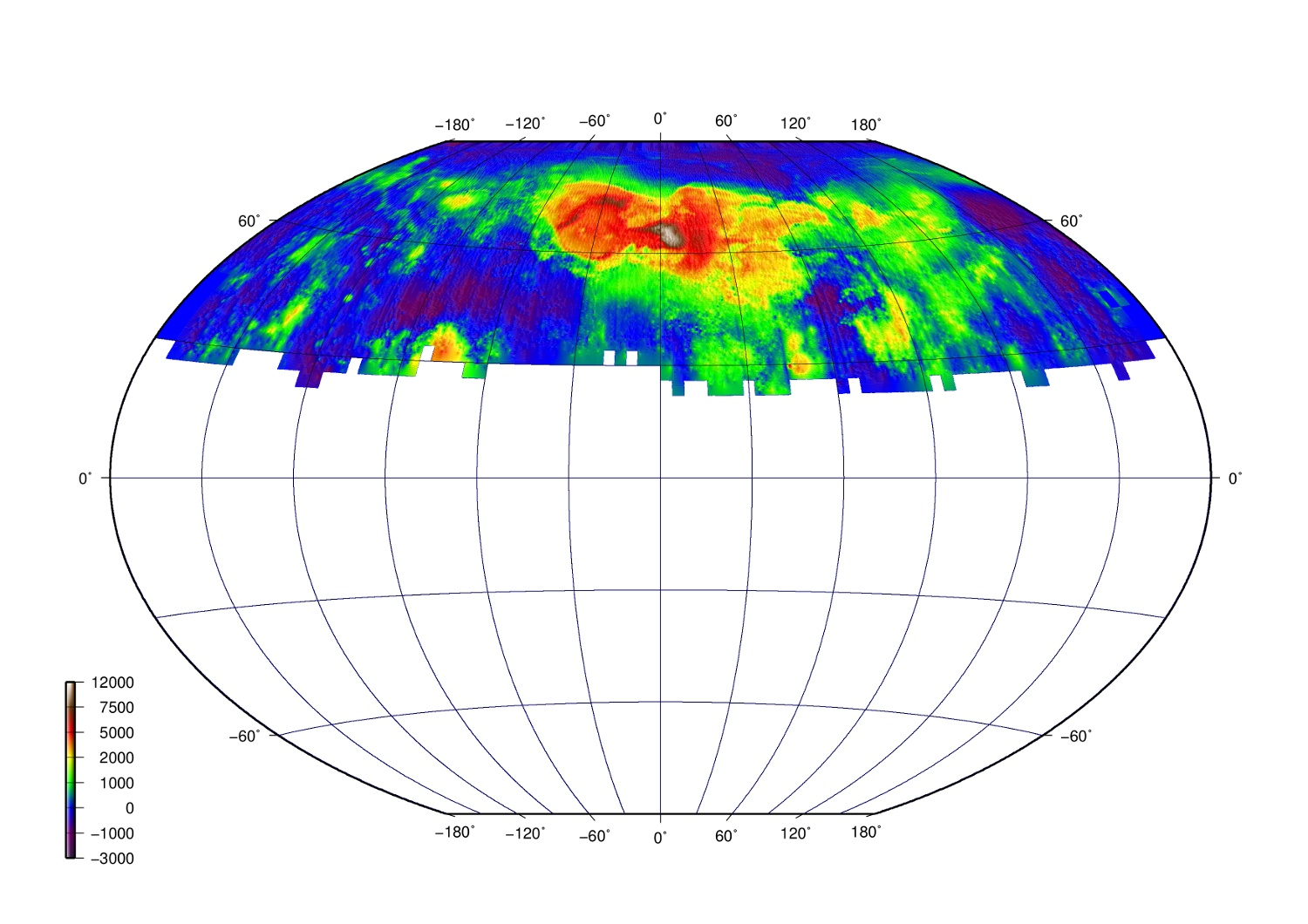
베네라 15/16호가 작성한 금성의 레이다 지도

베네라 15호와 16호는 기존 탐사선과 비슷하였지만, 표면 촬영 장치를 싣는 대신 착륙선을 제거했다. 레이다는 금성의 짙은 대기를 뚫고 표면을 관측하였다.

### 베가 탐사선
베가 탐사선은 기본 베네라호의 모델을 사용해서 금성과 핼리 혜성으로 1985년에 발사된 탐사선이다. 기구형 착륙선의 약 2일분 자료가 지구로 중계되어 전송되었다.

## 과학적 발견
베네라 탐사선에서 얻은 자료는 금성의 과학적 상식을 늘리는 데 도움이 되었다. 예시로, 베네라 15호와 16호에서 전송된 레이다 이미지를 토대로, 금성 표면의 다양한 지형들은 지각 변동의 결과라고 결론 내려졌다.

## 베네라 카메라의 성공과 실패
베네라 9호와 10호는 두 개의 카메라를 각각 가지고 있었다. 단 한 개의 카메라만 작동시킬 수 있었는데, 그 이유는 두 번째 카메라를 덮고 있는 덮개를 분리하는 데 실패했기 때문이다. 베네라 11호와 12호 때는 설계가 바뀌었지만, 바뀐 설계는 이 문제를 악화시키고 모든 카메라는 작동에 실패했다. 베네라 13호와 14호는 모든 카메라가 착륙 후 제대로 동작했다; 불행히도, 베네라 14호의 카메라 덮개는 착륙선의 토양 표본 채취 장치가 목표로 하는 곳에 정확히 떨어졌다.

## 모든 베네라호의 비행 자료
| 이름                  | 임무                                     | 발사             | 살아남은 시간 (분 단위)             | 결과 | 궤도선 또는 탐사선 | 착륙선    |
| --------------------- | ---------------------------------------- | ---------------- | ----------------------------------- | --- | ------------------ | --------- |
| 1VA (베네라의 실험선) | 근접 통과                                | 1961년 2월 4일   | 해당 없음                           | 지구 궤도 탈출 실패 |                    | 해당 없음 |
| 베네라 1호            | 근접 통과                                | 1961년 2월 12일  | 해당 없음                           | 금성으로 향하던 도중 통신 두절 |                    | 해당 없음 |
| 베네라 2MV-1 1호      | 대기 탐사선                              | 1962년 8월 25일  | 해당 없음                           | 지구 궤도 탈출 실패: 3일 후 지구 재진입 |                    | 해당 없음 |
| 베네라 2MV-1 2호      | 대기 탐사선                              | 1962년 9월 1일   | 해당 없음                           | 지구 궤도 탈출 실패: 5일 후 지구 재진입 |                    | 해당 없음 |
| 베네라 2MV-2 1호      | 근접 통과                                | 1962년 9월 12일  | 해당 없음                           | 세 번째 단계 폭발: 탐사선 파괴됨 |                    | 해당 없음 |
| 베네라 3MV-1 2호      | 근접 통과                                | 1964년 2월 19일  | 해당 없음                           | 주차 궤도 도달 실패 |                    | 해당 없음 |
| 코스모스 27           | 근접 통과                                | 1964년 3월 27일  | 해당 없음                           | 지구 궤도 탈출 실패 |                    | 해당 없음 |
| 베네라 2호            | 근접 통과                                | 1965년 11월 12일 | 해당 없음                           | 금성 도착 전 통신 두절 |                    | 해당 없음 |
| 베네라 3호            | 대기 탐사선                              | 1965년 11월 16일 | 해당 없음                           | 대기 진입 전 통신 두절. 1966년 3월에 인간이 만든 물체 중에서 처음으로 다른 행성에 착륙(충돌)했다. 예상 착륙 좌표:남위 20° 동경 60°  / 남위 20° 동경 60° 또는 북위 20° 동경 80°  / 북위 20° 동경 80°                           |                    | 해당 없음 |
| 코스모스 96           | 대기 탐사선                              | 1965년 11월 23일 | 해당 없음                           | 지구 궤도 탈출 실패, 지구 대기권 재진입. 모든 소련의 탐사선은 지구의 궤도를 벗어나는 데 실패하면 '코스모스'로 재명명된다. |                    | 해당 없음 |
| 베네라 4호            | 대기 탐사선                              | 1967년 6월 12일  | 해당 없음                           | 1967년 10월 18일 금성에 도착하고 최초로 다른 행성의 대기에 들어가 자료를 보내왔다. 표면의 자료는 송신하지 못했지만, 북위 19° 동경 38°  / 북위 19° 동경 38° 지역에 착륙(충돌)했다고 생각된다.                                  | 해당 없음          | 해당 없음 |
| 코스모스 167          | 대기 탐사선                              | 1967년 6월 17일  | 해당 없음                           | 지구 궤도 탈출 실패; 8일 후 지구 재진입 |                    | 해당 없음 |
| 베네라 5호            | 대기 탐사선                              | 1969년 1월 5일   | 53*                                 | 1969년 5월 16일 금성에 도착하고 표면 위 26 km까지의 대기 자료를 성공적으로 보내왔다. 착륙 추정 위치는 남위 3° 동경 18°  / 남위 3° 동경 18° 이다.                                                                              |                    | 해당 없음 |
| 베네라 6호            | 대기 탐사선                              | 1969년 1월 10일  | 51*                                 | 1969년 5월 17일 금성에 도착하고 표면 위 11 km까지의 대기 자료를 성공적으로 보내왔다. 착륙 추정 위치는 남위 5° 동경 23°  / 남위 5° 동경 23° 이다.                                                                              |                    | 해당 없음 |
| 베네라 7호            | 착륙선                                   | 1970년 8월 17일  | 23                                  | 1970년 12월 15일 금성에 도착하고 높은 압력과 열에 의해 파괴되기 전 23분 동안 표면의 자료를 보내 왔다. 이는 최초로 인간이 만든 물체가 외계 행성에 착륙한 것이었다. 착륙 위치는 남위 5° 동경 351°  / 남위 5° 동경 351° 이다.    |                    |           |
| 코스모스 359          | 착륙선                                   | 1970년 8월 22일  | 해당 없음                           | 지구 궤도 탈출 실패; 타원형 지구 궤도에 진입 |                    |           |
| 베네라 8호            | 착륙선                                   | 1972년 3월 27일  | 50                                  | 1972년 7월 22일에 금성에 도착하여, 금성의 열과 압력에 의해 파괴되기 전 50분간 생존했다. 착륙 추정 위치는 남위 10° 42′ 동경 335° 15′ / 남위 10.7° 동경 335.25° 에서 반경 약 150km 정도 범위이다.                               |                    |           |
| 코스모스 482          | 탐사선                                   | 1972년 3월 31일  | 해당 없음                           | 금성으로 가기 위한 궤도 형성 중 탈출 단계 폭발; 조각들은 지구로 떨어지거나 지구 궤도로 들어갔다. | 해당 없음          |           |
| 베네라 9호            | 궤도선과 착륙선                          | 1975년 6월 8일   | 53                                  | 1975년 10월 22일 금성에 도착하고 처음으로 표면의 사진(흑백)을 보내오고 압력과 열에 의해 파괴되기 전 53분 동안 생존했다. 착륙 추정 위치는 북위 31° 01′ 동경 291° 38′ / 북위 31.01° 동경 291.64° 에서 반경 150km 정도 범위이다. |                    |           |
| 베네라 10호           | 궤도선과 착륙선                          | 1975년 6월 14일  | 65                                  | 1975년 10월 15일 금성에 도착하고 압력과 열에 의해 파괴되기 전 65분 동안 생존하였다. 착륙 추정 위치는 북위 15° 25′ 동경 291° 31′ / 북위 15.42° 동경 291.51° 에서 반경 150km 정도 범위이다.                                     |                    |           |
| 베네라 11호           | 근접통과선과 착륙선                      | 1978년 9월 9일   | 95                                  | 1978년 12월 25일 금성에 도착하고 95분 동안 생존하였다;그러나 카메라는 작동에 실패하였다. 착륙 위치는 남위 14° 동경 299°  / 남위 14° 동경 299° 이다.                                                                           |                    |           |
| 베네라 12호           | 근접통과선과 착륙선                      | 1978년 9월 14일  | 110                                 | 1978년 12월 21일 금성에 도착하고 110분 동안 생존하였다. 번개로 의심되는 현상을 기록하였다. 착륙 위치는 남위 7° 동경 294°  / 남위 7° 동경 294° 이다.                                                                           |                    |           |
| 베네라 13호           | 근접통과선과 착륙선                      | 1981년 10월 30일 | 127                                 | 1982년 3월 1일 금성에 도착하고 금성의 컬러 표면 이미지를 전송하였다. 그리고 분광계를 사용하여 백류석 현무암을 발견했다. 착륙 위치는 남위 7° 30′ 동경 303° 00′ / 남위 7.5° 동경 303° 이다.                                     |                    |           |
| 베네라 14호           | 근접통과선과 착륙선                      | 1981년 11월 14일 | 57                                  | 1982년 3월 5일 금성에 도착하고 소레이아이트 현무암이 있는 것을 밝혀냈다(지구의 중앙 해령에 있는 것과 유사하다). 착륙 위치는 남위 13° 15′ 동경 310° 00′ / 남위 13.25° 동경 310° 이다.                                          |                    |           |
| 베네라 15호           | 궤도선                                   | 1983년 6월 2일   | 해당 없음                           | 1983년 10월 10일 금성에 도착하고 (베네라 16호와 같이) 북위 30도까지의 레이다 지도(해상도 1~2km)를 작성했다. |                    | 해당 없음 |
| 베네라 16호           | 궤도선                                   | 1983년 6월 7일   | 해당 없음                           | 1983년 10월 14일 금성에 도착하고 (베네라 15호와 같이) 북위 30도까지의 레이다 지도(해상도 1~2km)를 작성했다 |                    | 해당 없음 |
| 베가                  | 2개의 착륙선, 핼리 혜성에서 2번 근접통과 | 1985년 6월       | 주요 내용은 베가 1호, 베가 2호 참조 | |                    |           |

## 같이 보기
- 파이어니어 금성 계획
  - 파이어니어 금성 궤도선
  - 파이어니어 금성 다중탐사정
- 베가 계획
  - 베가 1호
  - 베가 2호
- 베네라-D – 소련이 붕괴된 후 첫 번째로 금성에 가는 러시아의 탐사선(2024년에 발사 예정)